# Preparazione nasale
In farmacologia, le preparazioni nasali sono preparazioni liquide, semisolide o solide da somministrare nelle cavità nasali per ottenere un effetto sistemico o locale.
Possono contenere uno o più principi attivi.
Le preparazioni nasali sono non irritanti e non esercitano alcun effetto indesiderato sulle funzioni della mucosa nasale e delle sue ciglia.
Le preparazioni nasali acquose sono generalmente isotoniche e possono contenere eccipienti per correggere la viscosità della preparazione, per correggere o stabilizzare il pH, per aumentare la solubilità del farmaco o per stabilizzare la preparazione.
Le preparazioni nasali sono fornite in contenitori multidose o a dose unica, muniti di un apposito dispositivo di somministrazione costruito in modo da evitare l'introduzione di contaminanti.
Le preparazioni nasali acquose confezionate in contenitori multidose contengono un adatto antimicrobico in concentrazione appropriata.
Si possono distinguere varie categorie di preparazioni nasali:
- gocce nasali e spray nasali liquidi
- polveri nasali
- preparazioni semisolide nasali
- lavaggi nasali
- bastoncini nasali

## Gocce nasali e spray nasali liquidi
Le forme farmaceutiche nasali liquide sono le più utilizzate dall'industria farmaceutica.
Le gocce nasali e gli spray nasali liquidi sono soluzioni, emulsioni o sospensioni da instillare o nebulizzare nelle cavità nasali.
Le emulsioni possono presentare segni di separazione di fase, ma sono facilmente ricostituite per agitazione.
Le sospensioni possono presentare un sedimento che si disperde facilmente dopo agitazione per dare una sospensione che rimane sufficientemente stabile da permettere la somministrazione di una dose corretta.
Le gocce nasali sono generalmente confezionate in recipienti multidose muniti di un adatto applicatore.
Gli spray nasali liquidi sono confezionati in contenitori dotati di nebulizzatore o in contenitori pressurizzati forniti di un idoneo dispositivo di somministrazione, con o senza valvola dosatrice.
Le dimensioni delle goccioline dello spray sono tali da permettere la loro deposizione nella cavità nasale.
Il solvente utilizzato per la somministrazione nasale deve:
possedere un pH adatto, essere isotonico, non modificare la viscosità del muco che ricopre la cavità nasale, non essere irritante ed essere stabile per tutto il periodo di validità della preparazione.

## Polveri nasali
Le polveri nasali sono polveri da insufflare nelle cavità nasali per mezzo di un opportuno dispositivo.
Le dimensioni delle particelle sono tali da permettere la loro deposizione nella cavità nasale e vengono verificate con adeguati metodi di determinazione delle dimensioni particellari.

## Lavaggi nasali
I lavaggi nasali sono generalmente soluzioni acquose isotoniche destinate alla pulizia delle cavità nasali.
I lavaggi nasali destinati ad essere applicati su ferite o prima di un intervento chirurgico sono sterili.

## Somministrazione nasale con effetto sistemico
La via nasale presenta i seguenti vantaggi rispetto alla via orale o parenterale:
- il farmaco evita l'effetto di primo passaggio ed il metabolismo gastrointestinale
- il farmaco viene assorbito velocemente a causa della permeabilità ed alla vascolarizzazione della mucosa nasale
- la via di somministrazione non è invasiva e quindi minimizza il rischio di infezioni